# Nikolaj Gumiljov
Nikolaj Stepanovitj Gumiljov (ryska: Николай Степанович Гумилёв), född 15 april 1886 i Kronstadt, död 26 augusti 1921 i Petrograd (avrättad), var en rysk poet, kritiker, översättare och grundare av akmeismen.
Gumiljov studerade litteraturhistoria i Sankt Petersburg och Paris. Under sina studieår påverkades Gumiljov av Valerij Brjusov och Konstantin Balmont. Hans första egna dikter präglades av rysk symbolism. 1911 grundade han tillsammans med bland andra Osip Mandelstam och Anna Achmatova sammanslutningen Poeternas gille som senare utvecklade sig till akmeismen. Hans idéer påverkade Anna Achmatova – som han åren 1910–1918 var gift med – och Georgij Ivanov med flera. 
Gumiljovs ideal var klarhet, i motsats till symbolism. Viktiga motiv för hans poesi är Afrika, dit han reste flera gånger.
Gumiljov var övertygad monarkist och motarbetade bolsjevikregeringens ingrepp i litteraturens utveckling. Nikolaj Gumiljov avrättades efter att ha blivit dömd för deltagande i en sammansvärjning i samband med Kronstadtupproret.

## Biografi

### Barndom och ungdom
Nikolaj Gumiljov föddes i en adlig familj i Kronstadt, som andre sonen till skeppsläkaren Stepan Jakovlevitj Gúmilev (1836–1910) och Anna Ivanovna, född Lvova (1854–1942).
Nikolaj Gumiljov var ett klent och sjukligt barn, led av ständig huvudvärk och var ljudkänslig. Hösten 1894 började han skolan i Tsarskoje Selo, men gick bara några månader där, och började sedan på grund av sjukdom att studera i hemmet. Hösten 1895 flyttade familjen till Petersburg, där Nikolaj året därpå började i Gurevitjs läroverk. År 1900 fick hans äldre bror Dmitrij (1884–1922) tuberkulos, och familjen reste till Tbilisi i Kaukasien. Där började Nikolaj först i fjärde klass för andra gången, men fick efter ett halvår börja på Tbilisis högre läroverk. 1902 publicerades för första gången en dikt av Nikolaj Gumiljov i tidningen ”Tifliskij listok”.
1903 återvände familjen till Tsarskoje Selo och Nikolaj började sjunde klass. Han var ingen studiebegåvning, och blev nästan relegerad, men fick fortsätta skolan eftersom rektorn visste att han skrev dikter – året före skolavslutningen bekostade föräldrarna utgivningen av hans första diktsamling ”Put konkvistadorov” (på ryska: Путь конквистадоров). Efter sin examen våren 1906 reste han till Sorbonne för att studera vidare.

### Utomlands

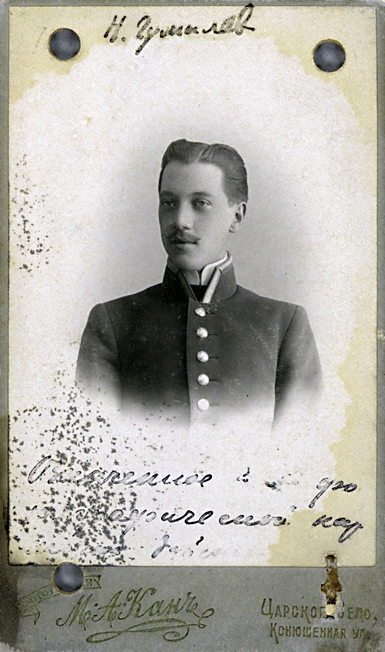
Fotografi från 1906

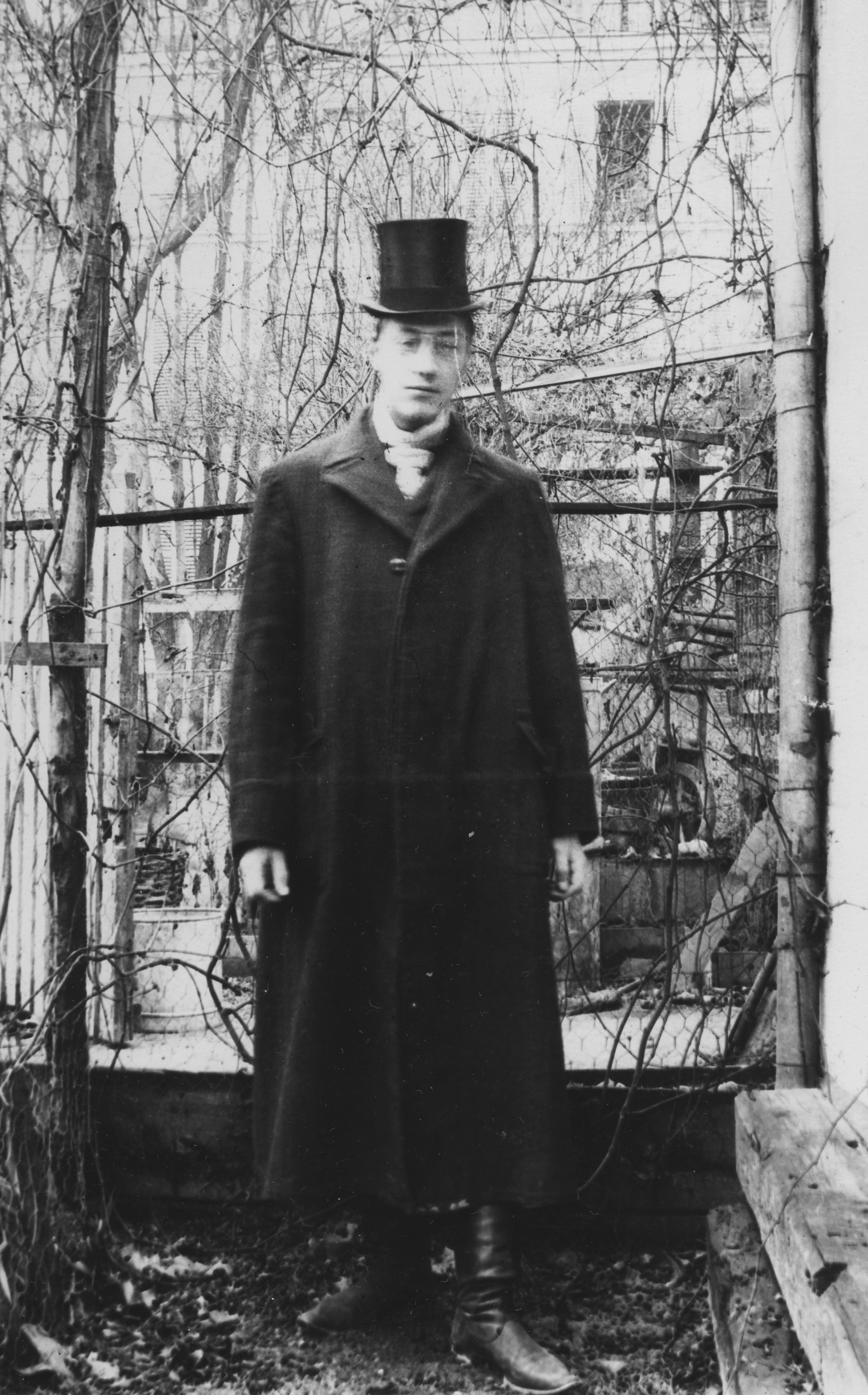
Foto i Paris 1906

Från 1906 bodde Gumiljov i Paris: han lyssnade på föreläsningar om fransk litteratur på Sorbonne, studerade måleri och reste mycket. Han besökte Italien och i Frankrike gav han ut den litterära tidskriften "Sirius" (i vilken Anna Achmatova debuterade), men som bara utkom med 3 nummer. Han gick på utställningar, lärde känna franska och ryska författare, brevväxlade intensivt med kritikern Valerij Brjusov, som han skickade sina dikter, artiklar och berättelser till. I Sorbonne blev Gumiljov bekant med den unga poeten Jelisaveta Ivanovna Dmitrijeva (på ryska: Елизаве́та Ива́новна Дми́триева). Denna flyktiga bekantskap spelade några år senare en ödesdiger roll i Gumiljovs liv.
Brjusov presenterade Gumiljov för kända poeter och författare som Dmitrij Merezjkovskij, Zinaida Gippius, Andrej Belyj med flera, men de var nedlåtande mot den unge begåvade mannen. 1908 "hämnades" han genom att anonymt skicka dem sin dikt "Androgyn" (på ryska: Андрогин), som fick ett ytterst välvilligt mottagande, och Merezjkovskij och Gippius ville då lära känna författaren.
I april 1907 återvände Nikolaj Gumiljov till Ryssland för att mönstra. Då träffade han även sin lärare Brjusov och sin älskade Anna Gorenko (Achmatova). I juli begav han sig från Sevastopol på sin första resa längs Levanten och återvände till Paris i slutet av juli.
1908 gav Gumiljov ut diktsamlingen "Romantiska färger" (på ryska: Романтические цветы) och för pengarna han fick för den, och med benäget bistånd från sina föräldrar begav han sig ut på sin andra resa, först till Sinop och därefter till Istanbul. Efter Turkiet besökte Gumiljov Grekland, därpå reste han till Egypten, där han besökte Ezbikie. I Kairo tog hans pengar oväntat slut och han blev tvungen att återvända till Sankt Petersburg.
Nikolaj Gumiljov var inte bara poet, utan även en av Afrikas största utforskare. Han genomförde några expeditioner till östra och nordöstra Afrika, och hemförde en stor samling till det antropologiska och etnografiska museet i Sankt Petersburg.

### Första expeditionen till Abessinien
Redan som barn hade Gumiljov fascinerats av Afrika, han inspirerades av de ryska frivilliga officerarna i Abessinien (senare upprepade han till och med Alexander Bulatovitjs rutt, och delvis Nikolaj Leontjevs rutt. Trots det kom beslutet att bege sig dit oväntat, och 14 december 1909 anlände han först till Odessa, och avreste därifrån till Djibouti, och sedan vidare till Abessinien. Genom Gumiljovs korrespondens vet vi att han var på väg till Addis Abeba, besökte Dire Dawa och Harar, Etiopien, och även deltog i jakter. I artikeln "Är Menelik död?" beskriver Gumiljov ingående och initierat alla tronstridigheter kring Negus negesti, Etiopiens kejsare Menelik II.

### Mellan resorna
De tre åren mellan expeditionerna var mycket händelserika i Nikolaj Gumiljovs liv.

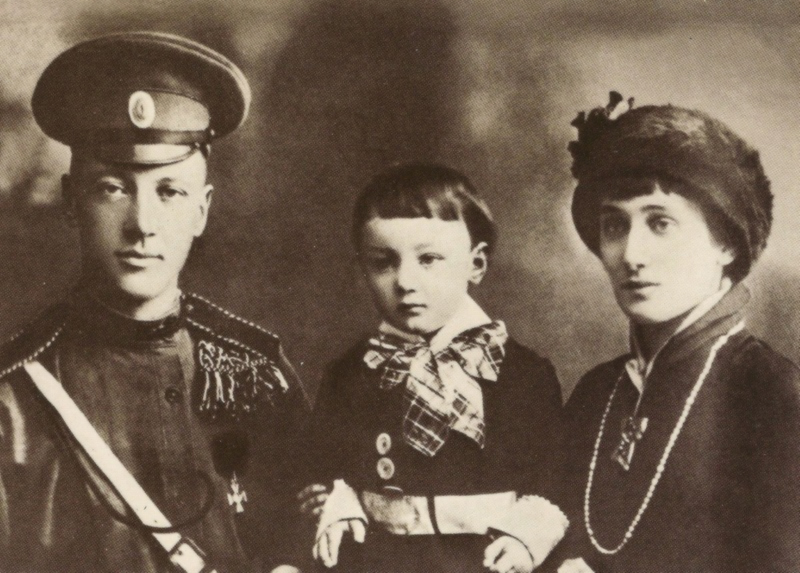
Nikolaj Gumiljov och Anna Achmatova med sonen Lev Gumiljov.

Gumiljov besökte Vjatjeslav Ivanovs berömda litterära och filosofiska sällskap "Tornet" och föreningen Förkämparna för det skönlitterära ordet, där han gjorde många nya litterära bekantskaper.
1909 utgav Gumiljov tillsammans med Sergej Makovskij den illustrerade tidskriften Apollon om konst, musik, teater och litteratur. Där började Gumiljov sin kritikerbana och skrev sina berömda "Brev om rysk poesi".
Under våren 1909 återsåg Gumiljov sin flyktiga bekantskap Jelisaveta Dmitrijeva. De inledde en kärleksförbindelse, och Gumiljov friade till henne, men Dmitrijeva föredrog en annan poet, Maksimilian Aleksandrovitj Volosjin, som var Gumiljovs redaktionskollega på tidskriften Apollon.  Under hösten samma år, när pseudonymen Tjerubina de Garbiak (på ryska: Черуби́на де Габриа́к) hade avslöjats som ett påhitt av Volosjin och Dmitrijeva, uttalade sig Gumiljov föga smickrande om poeten Dimitrijeva, och Volosjin utmanade honom då offentligen på duell. Många tidningar skrev om duellen, som ägde rum 22 november 1909. Båda duellanterna överlevde – Volosjin sköt, men pistolen klickade, han sköt igen, och pistolen klickade igen, medan Gumiljov sköt i luften.
1910 utkom Gumiljovs diktsamling "Pärlor" (på ryska: Жемчуга), där även den tidigare utgivna "Romantiska färger" ingick. Samlingen fick berömmande omdömen av Brjosov, Vjatjeslav Ivanov, Innokentij Annenskij och andra kritiker.
Den 25 april 1910 gifte sig Nikolaj Gumiljov till slut, efter tre år av tvehågsenhet: han och Anna Andrejevna Gorenko (Achmatova) vigdes i Nikolajevkyrkan i Kiev.
1911 var Gumiljev med och grundade "Poeternas gille". Där ingick Anna Achmatova, Osip Mandelstam, Vladimir Narbut, Sergej Gorodetskij, Maria Skobtsova (blivande Heliga Maria av Paris), Michail Zenkevitj med flera.
Vid den tiden genomgick symbolismen en kris, som de unga poeterna försökte övervinna. De förkunnade att poesi var ett hantverk, och delade upp alla poeter i mästare och gesäller. I "Gillet" ansågs  Gorodetskij och Gumiljov vara mästare. Till en början hade "Gillet" ingen tydlig inriktning.
1912 tillkännagav Gumiljov att en ny konstnärlig strömning hade uppstått – akmeismen – vilken medlemmarna i "Poeternas gille" tillhörde. Akmeismen förkunnade materialitet, motivets och formens objektivitet, och ordens precision. Tillkännagivandet av den nya riktningen väckte häftiga reaktioner, och mest negativa. Samma år startade akmeisterna ett eget förlag och en tidskrift.
Gumiljov började studera gammalfransk poesi vid Sankt Petersburgs universitet.
Samma år utkom poesisamlingen "Främmande himmel" (på ryska: Чужое небо), i vilken poemen "Upptäckten av Amerika (på ryska: Открытие Америки) ingår.
1 oktober 1912 föddes Anna och Nikolaj Gumiljovs son Lev Nikolajevitj Gumiljov.

### Andra expeditionen till Abessinien
Den andra expeditionen ägde rum 1913. Den var bättre organiserad och i samarbete med Vetenskapsakademien. Först ville Gumiljov korsa ökenområdet Danakil, studera de föga kända folkstammarna och försöka civilisera dem, men Akademien tillbakavisade den rutten som alltför dyr, och Gumiljov blev tvungen att föreslå en ny rutt.
Gumiljovs systerson Nikolaj Svertjkov följde med honom till Afrika som fotograf. Först begav de sig från Sankt Petersburg 7 april och kom två dagar senare fram till Odessa, och avseglade sedan till Istanbul. I Turkiet fattade Gumiljov tycke för turkarna till skillnad från de flesta ryssar. Gumiljov blev bekant med den turkiske konsuln Mozar-bej, och de reste vidare tillsammans till Egypten, och därifrån till Djibouti. Resenärerna skulle ha färdats längre in i landet med järnväg, men efter 260 km stannade tåget eftersom regnen hade spolat bort rälsen. De flesta av passagerarna återvände, men Gumiljov, Svertjkov och Mozar-bej tiggde till sig en dressin av järnvägsarbetarna och färdades 80 km längs den skadade rälsen. När de kom fram till Dire-Daya anlitade Gumiljov en tolk och de färdades vidare med en karavan till Harar.

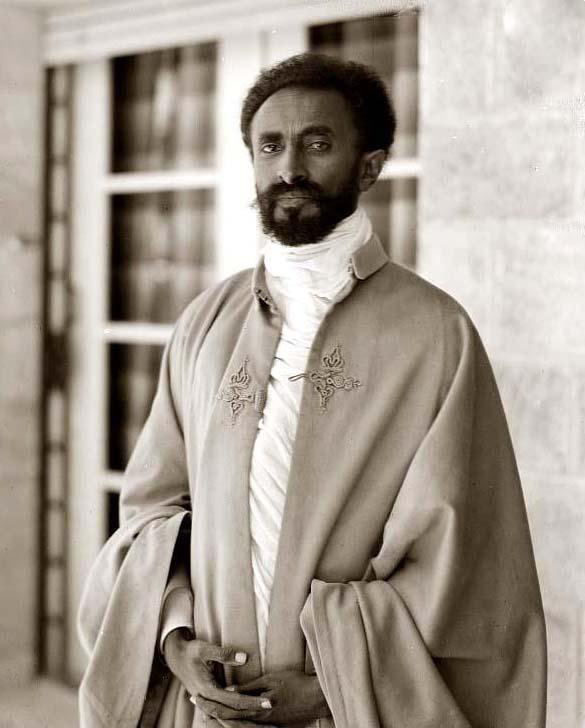
Haile Selassie I

Där köpte Gumiljov med visst besvär mulor, och blev bekant med Harars dåvarande guvernör Ras Tafari, sedermera kejsare Haile Selassie I; de rastafaritroende ansåg att han var en inkarnation av guden Jah. Gumiljov skänkte en låda vermouth till den blivande kejsaren och fotograferade honom, hans hustru och syster. 
Från Harar gick vägen genom föga utforskade trakter till Shejk-Husseins by. De blev tvungna att ta sig över floden Jabu där de blev anfallna av krokodiler och Nikolaj Svertjkov nästan blev uppäten. De fick snart problem med provianten och måste jaga. Väl framme fick de ett varmt mottagande av hövdingen och den andlige ledaren Aba-Muda. Gumiljov fick se den helige Shejk-Husseins grav och en grotta, som ingen syndare kunde ta sig ur. Nikolaj Gumiljov tog sig in i den och återvände välbehållen.
När de hade skrivit ner Shejk-Husseins hagiografi begav sig expeditionen till staden Ginir. Där kompletterade de sina samlingar och fyllde på vatten innan de fortsatte västerut längs den besvärliga vägen till byn Matakua. 
Expeditionens vidare öde är okänt. Gumiljovs afrikanska dagbok avbröts med ordet "Vägen..." den 26 juli. Gumiljov återvände till Sankt Petersburg och Tsarskoje Selo under andra halvan av september 1913.

### Första världskriget
När Första världskriget började i augusti 1914 anmälde sig Nikolaj Gumiljov som frivillig. Hans bror Dmitrij Gumiljov blev inkallad, sårades i strid och dog 1922. Nästan alla av dåtidens framstående poeter skrev patriotiska eller krigsdikter, men endast två av dem deltog som frivilliga i striderna: Nikolaj Gumiljov och Benedikt Konstantinovitj Livsjits.
Under september och oktober 1914 utbildades och tränades de frivilliga, och redan i november skickades Gumiljovs regemente till södra Polen. 19 november deltog det i sin första strid. För sina nattliga rekognosceringar inför striderna belönades Gumiljov med Sankt Georgekorset av fjärde graden och utnämndes till underofficer i januari 1915. Efter månader av oavbrutna strider insjuknade han och fick hög feber i början av mars, transporterades med hästskjuts till närmsta järnvägsstation och därifrån till lasarettet i Petrograd, där han vårdades innan han återvände till fronten i slutet av maj samma år.
Gumiljov deltog då nästan dagligen i rekognosceringspatrullerna inför striderna i Volynien. Där hade han sina hårdaste krigserfarenheter och fick Sankt Georgekorset av andra graden. 6 juni började fiendens stora motattack. Gumiljovs regemente lyckades hålla sin position och dessutom rädda några kulsprutor, av vilka Gumiljov bar en. För detta belönades han med Sankt Georgekorset av tredje graden. I september återvände han till Ryssland, och först i mars 1916 inkallades han till ett annat regemente. Tiden däremellan ägnade han åt sin litterära verksamhet.
I april 1916 återvände Gumiljov till sitt regemente som då befann sig Daugavpils. I maj blev han evakuerad till Petrograd när han drabbats av lunginflammation, och på läkarnas inrådan reste han därefter till Jalta för att kurera sig på sydligare breddgrader. I juli återvände han till fronten, och med ett kort avbrott för studier vid krigshögskolan befann han sig i skyttegravarna ända till januari 1917. I maj förflyttades han till Thessalonikifronten och begav sig till ryska expeditionskåren i Paris, via Sverige,Norge och England. Gumiljov stannade nästan en månad i London, och där lärde han bland många andra känna poeten William Butler Yeats och författaren Gilbert Keith Chesterton.
När Gumiljov anlände till Paris 1 juli 1917 tjänstgjorde han som adjutant hos kommissarien för Rysslands provisoriska regering, och där blev han vän med konstnärerna Michail Larionov och Natalia Gontjarova, och förälskade sig i franskryska Jelena Karolovna du Bouchet, dotter till en berömd kirurg. Nikolaj Gumiljov tillägnade henne sin diktsamling "K Sinej zvezdje" (på ryska: К Синей звезде, Till den djupblå stjärnan).
Gumiljov överflyttades till 3e brigaden, där arméns sönderfall var märkbart. 1a och 2a brigaderna gjorde uppror 16 september, men det slogs ner och Gumiljov var med och kuvade det. Många soldater deporterades därefter till Petrograd i en särskild brigad. Gumiljov fick olika erbjudanden, bland annat att förflyttas till den persiska fronten, den mesopotamiska fronten, tjänstgöra i London eller stanna och tjänstgöra i Paris. Men Nikolaj Gumiljov längtade hem till Ryssland och bestämde sig för att återvända till Petrograd, trots att många avrådde honom från det. För säkerhets skull lämnade han kvar nästan alla sina tillhörigheter, inklusive anteckningsböckerna, hos vänner i Paris eller i London som han passerade på hemvägen. Han lämnade Paris 21 januari 1918 och London 10 april samma år.

### I Sovjetryssland
När Nikolaj Gumiljov återkom till Petrograd i maj 1918 blev många förvånade eftersom de inom intelligentian som kunde istället flydde västerut från bolsjevikregimen, kaoset och hungern. Anna Achmatova mötte sin make med beskedet att hon ville ha skilsmässa för att gifta om sig med hans vän Vladimir Sjilejko. Gumiljov hade inget däremot och de skilde sig officiellt 5 augusti samma år, varpå Gumiljov friade till Anna Engelhardt, dotter till historikern och litteraturvetaren Nikolaj Engelhardt. 14 april 1919 föddes dottern Jelena Nikolajevna Gumiljova
Under 1918 utgavs Gumiljovs diktsamling "Kostjor" (på ryska: Костёр, Lägereld), den afrikanska dikten "Mik" (på ryska: Мик, Mik) och teaterstycket "Ditja Allacha" (på ryska: Дитя Аллаха, Allahs barn).
Från höstterminen 1918 och till och med 1920 föreläste Gumiljov om poesins historia och teori på ett nyetablerat institut för det levande ordet (på ryska: Институт живого слова).
27 februari 1919 blev Gumiljov inbjuden att delta i rådet för förlaget "Hela världens litteratur". I mars samma år gav förlaget ut Nikolaj Gumiljovs och Kornej Tjukovskijs skrift "Printsipy chudozjestvennogo perevoda" (på ryska: Принципы художественного перевода, Principer för skönlitterär översättning), där Tjukovskij skriver om att översätta prosa och Gumiljov om att översätta lyrik)
1920 grundades Petrogradsavdelningen av Allryska poetförbundet, där Gumiljov blev en aktiv medlem. I februari 1921 valdes han till dess ordförande. Samma år publicerade han två diktsamlingar. Den första, Sjatjor (på ryska: Шатёр, Tältet), var inspirerad av intrycken från resorna i Afrika, och tänkt som första delen i en storslagen "lärobok om geografi i lyrik". I den hade Gumiljov planerat att på rim beskriva hela den bebodda världen. Den andra diktsamlingen Ognennyj stolp (på ryska: Огненный столп, Den flammande pelaren) anses av många som poetens främsta diktverk.
Nikolaj Gumiljov dolde aldrig sina religiösa och politiska åsikter. Han gick i kyrkan och korsade sig, och sade vad han tyckte. Under en poesiafton, då han fick en fråga från publiken om sin politiska övertygelse, svarade han "jag är övertygad monarkist"..

### Arrestering och arkebusering

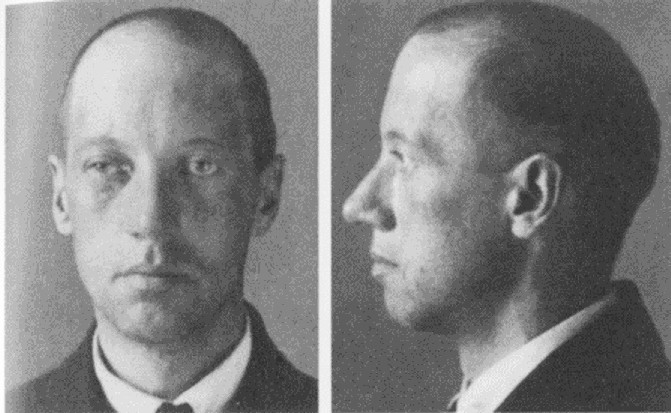
Nikolaj Gumiljov. Foto från rannsakningsakten. 1921.

3 augusti 1921 arresterades Nikolaj Gumiljov som misstänkt för deltagande i Tagantsevsammansvärjningen. Hans vänner Michail Leonidovitj Lozinskij och Nikolaj Avdejevitj Otsup försökte undsätta honom, men Nikolaj Gumiljov blev ändå dömd inom kort.
24 augusti fattade Tjekan beslut om att arkebusera deltagarna i Tagantsevsammansvärjningen, allt som allt 61 personer. Detta offentliggjordes först 1 september, där det framgick att domen redan hade verkställts. Gumiljov och ytterligare 56 dömda personer blev arkebuserade natten till 26 augusti, vilket gick att fastställa först 2014.
Avrättnings- och begravningsplatsen är fortfarande okänd. Följande alternativ har diskuterats:
- Berngardovka (på ryska: Бернга́рдовка), floden Lubjas dalgång i Vsevolozjsk. En bro över floden Lubja, på stranden står fem minneskors.
- Kajområdet "Lisij Nos" (på ryska: Лисий Нос, Rävnosen), bakom krutmagasinen. En ödslig plats i närheten av järnvägsstationen "Razdelnaja" (numera Lisij Nos) vilken tidigare användes som avrättningsplats vid krigsrättegångar.
- Anna Achmatova trodde att avrättningsplatsen låg öster om staden, i Porochovdistriktet.
- Kovaljovskij les (på ryska: Ковалёвский лес, Kovalejskijskogen), i området kring Rzjevskij poligon (på ryska: Ржевский полигон), vid floden Lubjas krök.

Först 1992 rehabiliterades Nikolaj Gumiljov postumt.
Olika versioner om vad som hände 1921
Det finns minst tre versioner om Gumiljovs delaktighet i Tagantsevs sammansvärjning:
- Gumiljov deltog i sammansvärjningen – den officiella sovjetiska versionen 1921–1987, understödd av några kända emigrantpoeter[25] och många levnadstecknare, till exempel Sjubinskij.
- Gumiljov deltog inte i sammansvärjningen, han kände bara till den utan att rapportera den – 1960-talets version, och den som var allmänt spridd i Sovjetunionen under perestrojkan (1987–1991)[26] och även nu för tiden.
- Det fanns överhuvudtaget ingen sammansvärjning, utan den var fabricerad av Tjekan i samband med Kronstadtupproret – en av flera nutida versioner.[27]

## Familj
Föräldrar:

Minnesmärke över Nikolaj Gumiljov i Koktebel.

- fadern Stepan Jakovlevitj Gumiljov (28 juli 1836–6 februari 1910)
- modern Anna Ivanovna, född Ljvova (4 juni 1854–24 december 1942)
  - Nikolaj Gumiljov
  - Första hustrun: Anna Achmatova (Anna Andrejevna Gorenko), (23 juni 1889–5 mars 1966)
    - Deras son Lev Nikolajevitj Gumiljov (1 oktober 1912–15 juni 1992). Barnlös.

  - Andra hustrun: Anna Nikolajevna Engelhardt (1895–april 1942)
    - Deras dotter Jelena Gumiljova (14 april 1919, Petrograd, – 25 juli 1942, Leningrad). Anna Engelhardt och Jelena Gumiljova dog av svält under belägringen av Leningrad.

  - Älskarinnan: Olga Nikolajevna Vysotskaja (18 december 1885, Moskva – 18 januari 1966, Tiraspol.
    - Deras son Orest Nikolajevitj Vysotskij (26 oktober 1913, Moskva – 1 september 1992). Hans två döttrar och sonen Nikolaj var poeten Gumiljovs enda ättlingar. År 2008 levde:
      - Äldsta dottern Ija Sazonova. Hon hade då en dotter och en dotterdotter.
        - Den yngre systern Larissa Vysotskajas tre döttrar.

## Författarskap

### Poetiska teman
De huvudsakliga ämnena i Gumiljovs lyrik är kärleken, konsten, livet och döden, och även krig och geografiska platser. Till skillnad från de flesta poeter har Gumiljov praktiskt taget inga politiska teman.
Gumiljovs dikter är ytterst varierade till sitt omfång, och själv ansåg han att han lyckades bäst med versmåttet anapest. Fri vers använde han mycket sällan, hans mest kända dikt på fri vers är "Moi tjitateli" (på ryska: Мои читатели, Mina läsare).

## Betydelse och eftermäle

### Inflytande på litteraturen
Gumiljovs trägna och inspirerande arbete med att skapa en formaliserad "skola för poetiska mästare" (tre "poetverkstäder", "Det levande ordets studio" och andra), som många av var skeptiska till då, visade sig vara ytterst fruktbara. Hans lärjungar – Georgij Viktorovitj Adamovitj, Georgij Ivanov, Irina Vladimorovna Odojevtsjeva, Nikolaj Avdejevitj Otsup, Vsevolod Aleksandrovitj Rozjdestvenskij, Nikolaj Semjonovitj Tichonov och andra blev betydelsefulla kreativa individualister.
Akmeismen, grundad av Gumiljov, tilltalade epokens stora begåvningar som Anna Achmatova och Osip Mandelstam och blev en livskraftig kreativ metod. Gumiljov fick även stort inflytande på såväl emigrantpoesin som den sovjetiska poesin, trots sitt delvis förbjudna namn, men även delvis tack vare det.

### Samtidens omdömen
Bedömningen av Gumiljov har alltid varit mångtydig. Några kritiker (exempelvis Boris Sadovskij) ansåg att han var obegåvad och en värdelös poet: att Gumiljov inte hade skrivit dikterna som sig bör, utan noggrant tänkt ut och konstruerat dem. De menade att det inte fanns något att klaga på vad gällde formen, men att det viktigaste saknades – själen. Sålunda uppfattade de hans dikter som skickliga imitationer..
Innokentij Annenskij skrev så här om Gumiljov:
"Det verkar som om Nikolaj Gumiljov känner färgerna mer än konturerna, och älskar det sköna mer än det musikaliskt utmärkta. Han arbetar väldigt mycket med diktmaterialet och uppnår ibland en nästan fransk precision. Hans rytmer är raffinerat oroande... Nikolaj Gumiljovs lyricism är en exotisk längtan efter den fjärran söderns färgrika besynnerliga mönster. Han älskar allt raffinerat och märkligt, men hans säkra smak gör honom rigorös i valet av dekor."

### Omnämnanden och citeringar i skönlitteraturen
- Makov tsvet (på ryska: Маков цвет Pionröd färg)(1908) — drama.
- Muzjitskij sfinks (på ryska: Мужицкий сфинкс En bondsk sfinx) (1921—1925, 1928) — skönlitterära memoarer av Michail Aleksandrovitj Zenkevitj (på ryska: Михаил Александрович Зенкевича).
- Sumasjedsjij korabl (på ryska: Сумасшедший корабль Det galna skeppet) (1930) – roman av Olga Dmitrijevna Forsj (på ryska: Ольга Дмитриевна Форш).
- Optimistitjeskaja tragedija (på ryska: Oптимистическая трагедия En optimistisk tragedi) (1932) — en teaterpjäs av Vsevolod Vishnevskij (på ryska: Всеволод Вишневский), där Gumiljovs dikt Kapitany (på ryska: Капитаны Kaptener) citeras med upplysning om författaren.
- Na beregach Nevy (på ryska: На берегах Невы På Nevas stränder)(1967) – memoarer av Irina Odojevtseva (på ryska: Ирина Одоевцева).
- Derzjatel znaka (på ryska: Держатель знака Teckenhållaren)(1984, publicerad 1993) — roman av Jelena Petrovna Tjudinova (på ryska: Елена Петровна Чудиновa.
- «Пастух медведей» — сборник стихов Андрея Белянина, стихотворение «Памяти Николая Гумилёва» (1991).
- Posmotri v glaza tjudovistj (på ryska: Посмотри в глаза чудовищ Se odjuret i ögonen) (1997), Marsj Ekkleziastov (på ryska: Марш Экклезиастов Predikarnas marsch) (2006) — första och tredje delen i en fantasytrilogi(1997—2006)av Andrej Gennadjevitj Lazartjuka och Michail Grebovitj Uspenskij. (på ryska: Андрей Геннадьевич Лазарчук och Михаил Глебович Успенский).
- Revoljotsija, Japonskij gorodovoj (på ryska: Революция. Японский городовой Revolution. En japansk poliskonstapel). (2010) — en fantasyroman av Jurij Burnosov (på ryska: Юрий Бурносов).
- Poslednij muzjtjina (på ryska: Последний мужчина Den siste mannen) (2012) — roman av Michail Sergejev (på ryska: Михаил Сергеев).
- I Nick Perumovs fantasyserie Svärdens väktare, Nekromantikerns krig 4: Final del 1  (2015).[e]

### Minnesmärken
- Minnesmärken över Nikolaj Gumiljov finns i byn Pobedino, Kaliningrad oblast[30], i byn Sjilovo, Rjazan oblast.[31], och i Koktebel på Krim.[32]
- I staden Bezjetsk finns en skulpturgrupp tillägnad Nikolaj Gumiljov, Anna Achmatova och sonen Lev Gumiljov. Där finns även många platser som förknippas med dem[33].
- En minnestavla finns på Konstens hus (på ryska: Дом искусств ) i Kaliningrad.[34]
- Till minne av Nikolaj Gumiljov har astronomen Ludmila Karatjkina vid Krims astrofysiska observatorium uppkallat asteroid 4556, som upptäcktes 27 augusti 1987, efter Gumiljov – 4556 Gumiljov.[35].
- År 2011 gav ryska posten ut ett kuvert med en bild av Nikolaj Gumiljovs böcker, och ett frimärke med hans porträtt. [36]
- År 2016 restes en sten över Nikolaj Gumiljov i staden Vsevolozjsk – 130 år efter hans födelse och 95 år efter hans död.[37]
- Asteroiden 4556 Gumilyov är uppkallad efter honom.[38]

### Filmer
- I dokumentärfilmen Novaja versija. Gumiljev protiv diktatury. Pjatyj kanal (på ryska: Новая версия. Гумилев против диктатуры, Пятый канал En ny version. Gumiljov mot diktaturen. Kanal 5), 2009 påstås att Nikolaj Gumiljov målmedvetet och avsiktligt bekämpade sovjetregimen, och inte var ett slumpmässigt offer.[39].
- År 2011 visade TV-kanalen Kultur (på ryska: Телеканал Культура) dokumentärfilmen Zavestjanije (på ryska: Завещание Testamentet) om poeten och författaren Pavel Nikolajevitj Luknitskij och hans son Sergej Pavlovitj Luknitskij, som ägnade sina liv åt att samla och bevara Nikolaj Gumiljovs unika arkiv.[40].

### Diktsamlingar
- Gory i ustjelja (på ryska: Горы и ущелья, Berg och klyftor),  handskrift, Tbilisi 1901.
- Put konkvistadorov (på ryska: Путь конквистадоров, Conquistadorernas väg), Sankt Petersburg 1905.[41]
- Romantitjeskije tsvety: Stichi 1903–1907  (på ryska: Романтические цветы: Стихи 1903—1907, Romantiska färger: Dikter 1903–1907), Paris 1908.[42]
- Zjemtjuga (på ryska: Жемчуга, Pärlan), Moskva 1910.[43]
- Tjuzjoje nebo (på ryska Чужое небо, Främmande himmel), Sankt Petersburg 1912.[44]
- ...Koltjan (på ryska: ...Колчан, ...Koger), Moskva-Petrograd 1916.[45]
- Kostjor (på ryska: Костёр, Lägereld), Sankt Petersburg 1918.[46]
- Farforovoj paviljon. Kitajskije stichi (på ryska: Фарфоровый павильон. Китайские стихи, Porslingspaviljongen. Kinesiska dikter), Sankt Petersburg 1918.[47]
- Sjatjor. Stichi 1918 (på ryska: Шатёр. Стихи 1918, Tältet. Dikter 1918), Sevastopol 1921.[48]
- Ognennyj stolp (på ryska: Огненный столп, Den flammande pelaren), Petersburg 1921.[49]

### Dikter
- Mik. Afrikanskaja poema (på ryska: Мик. Африканская поэма Mik.En afrikansk dikt (Sankt Petersburg 1918). Läst 12 februari 2017.
- Poema natjala (på ryska: Поэма начала Ursprungsdikten) (1921)

### Teaterpjäser
- Don Zjuan v Jegipte (på ryska: Дон Жуан в Египте Don Juan i Egypten) (1912)
- Igra (på ryska: Игра Leken) (1913, publicerad 1916)
- Akteon (på ryska: Актеон Aktaion) (1913)
- Gondla (på ryska: Гондла Gondla) (1917)
- Ditja Allacha (på ryska: Дитя Аллаха Allahs barn) (1918)
- Otravlennaja tunika (på ryska: Отравленная туника Den förgiftade tunikan) (1918, publicerad 1952)
- Derevo prevrastjenij (på ryska: Дерево превращений Förvandlingens träd) (1918, publicerad 1989)
- Ochota na nosoroga (på ryska: Охота на носорога Noshörningsjakten) (1920, publicerad 1987)

### Dramatiska scener och fragment
- Achill i Odissej (på ryska: Ахилл и Одиссей Akilles och Odysseus (1908)
- Zeljonnyj tjolpan (på ryska: Зелёный тюльпан Den gröna tulpanen)
- Krosota Morni (på ryska: Красота Морни Den vackra Morni) (1919, publicerad 1984)

### Prosa
- Ditja Allacha: Arab. skazka v 3 kart. (på ryska: Дитя Аллаха: Араб. сказка в 3 карт. Allahs barn: en arabisk saga i 3 scener  (Sankt Petersburg 1917)
- Zapiski kavalerista (på ryska: Записки кавалериста Kavalleristens anteckningar) (1914—1915)
- Tjornyj general (på ryska: Чёрный генерал Den svarte generalen) (1917)
- Vesjolyje bratja (på ryska: Весёлые братья De glada bröderna)
- Afrikanskij dnevnik (på ryska: Африканский дневник Afrikansk dagbok)
- Vverch po Nilu (på ryska: Вверх по Нилу Uppför Nilen)
- Karty (på ryska: Карты Kartor)
- Devkalion (på ryska: Девкалион Deukalion)

### Översättningar
- Théophile Gautier Emali i kamei (på ryska: Эмали и камеи Emaux et Camées) (Sankt Petersburg 1914)
- Robert Browning Pippa prochodit (på ryska: Пиппа проходит Pippa går förbi)[50] (1914)
- Albert Samain Polifem (på ryska: Полифем» Polyfemos)
- Epos o Gilgamesje (på ryska: Эпос о Гильгамеше Gilgamesheposet) (1918)
- William Shakespeare Falstaf (på ryska: Фальстаф Falstaff) (1921)

### Kritik
- Artiklar och notiser om rysk poesi (1923)

### Postuma utgåvor
- Gumiljov N. S. Ten ot palmy. Rasskazy. (på ryska: Тень от пальмы. Рассказы Palmens skugga. Berättelser).. (Petrograd 1922) Läst 12 februari 2017.
- Gumiljov N. S. Stichotvorenija: Posmertnyj sbornik (på ryska: Стихотворения: Посмертный сборник Dikter: en postum samling). (Petrograd 1923, 128 sidor). Läst 12 februari 2017.
- Gumiljov N. S. Pisma o russkoj poezii (på ryska: Письма о русской поэзии Brev om rysk poesi). (Petrograd 1923, 223 sidor. Läst 12 februari 2017.
- Gumiljov N. S. K sinej zvezde Neizdannyje stichi  1918 (på ryska: К синей звезде Неизданные стихи 1918 г. Till den mörkblå stjärnan Outgivna dikter) (Berlin 1923) Läst 13 februari 2017.
- Gumiljov N. S. Posmertnyje stichi (på ryska: Посмертные стихи Postuma dikter). Shanghai 1935.

## Nikolaj Gumiljov på svenska
- Rysk poesi 1890-1930 i urval och tolkning av Bengt Jangfeldt och Björn Julén. FIB 1972. ISBN 91-550-1616-2.
- Rysk dikt från Derzjavin till Brodsky. I urval, tolkning, med inledande essäer och kommentarer av Hans Björkegren och Lars Erik Blomqvist. Bonniers 1989. ISBN 91-0-047688-9. Fyra av Gumiljovs dikter, översatta av Hans Björkegren, finns med i antologin: Kväll, Röda havet (1913), Den förirrade spårvagnen (1921), och Det sjätte sinnet (1921).
- Kavalleristens anteckningar (på ryska: Записки кавалериста). Modernista 2017 (september). Översättning Alan Asaid. ISBN 978-91-7701-039-5